# Edward John Horan

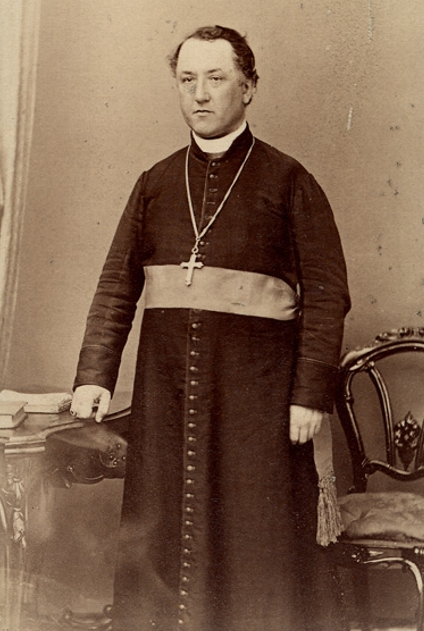
Bischof Edward John Horan (um 1870)

Edward John Horan (* 26. Oktober 1817 in Québec, Provinz Québec; † 15. Februar 1875 in Kingston, Ontario) war ein kanadischer römisch-katholischer Geistlicher und Bischof von Kingston.

## Leben
Edward John Horan empfing am 26. Oktober 1817 das Sakrament der Priesterweihe.
Am 8. Januar 1858 wurde er zum Bischof von Kingston ernannt. Die Bischofsweihe spendete ihm am 1. Mai desselben Jahres in Québec der Apostolische Administrator von Québec, Charles-François Baillargeon; Mitkonsekratoren waren der Bischof von Saint-Hyacinthe, John Charles Prince, und der Bischof von London (Ontario), Pierre Adolphe Pinsoneault PSS.
Mit seinem Rücktritt vom Amt des Bischofs von Kingston am 28. Mai 1874 wurde Edward John Horan am 16. Juni 1874 zum Titularbischof von Chrysopolis in Arabia ernannt.